# Mehrili (Şəmkir)
Mehrili è un comune dell'Azerbaigian situato nel distretto di Şəmkir.